# Ed Van Impe
Edward Charles "Ed" Van Impe, född 27 maj 1940 i Saskatoon, Saskatchewan, död 29 april 2025, var en kanadensisk professionell ishockeyback som tillbringade tolv säsonger i den nordamerikanska ishockeyligan National Hockey League (NHL), där han spelade för Chicago Black Hawks, Philadelphia Flyers och Pittsburgh Penguins. Han producerade 158 poäng (27 mål och 131 assists) samt drog på sig 1 025 utvisningsminuter på 700 grundspelsmatcher. Van Impe spelade också för Calgary Stampeders i Western Hockey League (WHL) och Buffalo Bisons i American Hockey League (AHL).
Han vann Stanley Cup med Philadelphia Flyers för säsongerna 1973–1974 och 1974–1975.
Efter spelarkarriären arbetade han som sportkommentator i mediesändningar rörande matcher för Philadelphia Flyers och ägde företag i försäkringsbranschen.
Han var syssling till Darren Van Impe.

## Statistik
| 1956–1957  | Saskatoon Quakers   | SJHL       | 2   | 0  | 0   | 0   | 0    | —  | — | —  | —  | —   |
| 1957–1958  | Saskatoon Quakers   | SJHL       | 49  | 2  | 2   | 4   | 58   | —  | — | —  | —  | —   |
| 1958–1959  | Saskatoon Quakers   | SJHL       | 48  | 0  | 23  | 23  | 150  | 5  | 0 | 5  | 5  | 24  |
| 1959–1960  | Saskatoon Quakers   | SJHL       | 58  | 11 | 42  | 53  | 136  | 7  | 1 | 2  | 3  | 4   |
| 1960–1961  | Calgary Stampeders  | WHL        | 66  | 4  | 15  | 19  | 123  | 5  | 0 | 5  | 5  | 16  |
| 1961–1962  | Buffalo Bisons      | AHL        | 70  | 0  | 19  | 19  | 172  | 11 | 0 | 1  | 1  | 34  |
| 1962–1963  | Buffalo Bisons      | AHL        | 65  | 3  | 12  | 15  | 196  | 13 | 1 | 4  | 5  | 34  |
| 1963–1964  | Buffalo Bisons      | AHL        | 70  | 4  | 22  | 26  | 193  | —  | — | —  | —  | —   |
| 1964–1965  | Buffalo Bisons      | AHL        | 72  | 5  | 6   | 11  | 197  | 9  | 0 | 0  | 0  | 26  |
| 1965–1966  | Buffalo Bisons      | AHL        | 70  | 9  | 28  | 37  | 153  | —  | — | —  | —  | —   |
| 1966–1967  | Chicago Black Hawks | NHL        | 61  | 8  | 11  | 19  | 111  | 6  | 0 | 0  | 0  | 8   |
| 1967–1968  | Philadelphia Flyers | NHL        | 67  | 4  | 13  | 17  | 141  | 7  | 0 | 4  | 4  | 11  |
| 1968–1969  | Philadelphia Flyers | NHL        | 68  | 7  | 12  | 19  | 112  | 1  | 0 | 0  | 0  | 0   |
| 1969–1970  | Philadelphia Flyers | NHL        | 65  | 0  | 10  | 10  | 117  | —  | — | —  | —  | —   |
| 1970–1971  | Philadelphia Flyers | NHL        | 77  | 0  | 11  | 11  | 80   | 4  | 0 | 1  | 1  | 8   |
| 1971–1972  | Philadelphia Flyers | NHL        | 73  | 4  | 9   | 13  | 78   | —  | — | —  | —  | —   |
| 1972–1973  | Philadelphia Flyers | NHL        | 72  | 1  | 11  | 12  | 76   | 11 | 0 | 0  | 0  | 16  |
| 1973–1974  | Philadelphia Flyers | NHL        | 77  | 2  | 16  | 18  | 119  | 17 | 1 | 2  | 3  | 41  |
| 1974–1975  | Philadelphia Flyers | NHL        | 78  | 1  | 17  | 18  | 109  | 17 | 0 | 4  | 4  | 28  |
| 1975–1976  | Philadelphia Flyers | NHL        | 40  | 0  | 8   | 8   | 60   | —  | — | —  | —  | —   |
|            | Pittsburgh Penguins | NHL        | 12  | 0  | 8   | 8   | 16   | 3  | 0 | 1  | 1  | 2   |
| 1976–1977  | Pittsburgh Penguins | NHL        | 10  | 0  | 5   | 5   | 6    | 3  | 0 | 1  | 1  | 2   |
| NHL totalt | NHL totalt          | NHL totalt | 700 | 27 | 131 | 158 | 1025 | 69 | 1 | 13 | 14 | 133 |
| AHL totalt | AHL totalt          | AHL totalt | 347 | 21 | 87  | 108 | 911  | 33 | 1 | 5  | 6  | 94  |